# 조지 바로우즈
조지 바로우즈(George Barrows, 1914년 2월 7일 ~ 1994년 10월 17일)는 미국의 배우이다.
뉴욕에서 태어났으며 옥스나드에서 사망하였다.

## 출연 작품
- 선택 (1981, Choices)
- 프리스코 키드 (1979년)
- 닥터 웰비 (1969년)
- 배트맨 - 66년 TV 시리즈 (1966년)
- 미스터 에드 (1961년)
- 피터 건 (1958년)
- 까라마조프의 형제들 (1958년)
- 디즈니랜드 (1954년) - 올니 커티스 역
- 고릴라 앳 라지 (1954년)
- 형제는 용감했다 (1953년)
- 론 레인저 - 49년 시리즈 (1949년)
- 성난 파도 (1948년)
- 콜리지 홀리데이 (1936년)